# Álvaro Pais (Beamter)
Álvaro Pais (* 14. Jahrhundert; † unbekannt) war ein portugiesischer Hofbeamter des 14. Jahrhunderts. Er diente unter den Königen Dom Pedro I und Dom Fernando I.

## Wirken
Pais gehörte dem wohlhabenden Bürgertum Lissabons an und spielte eine wichtige Rolle zu Beginn der Revolution von 1383 und trug maßgeblich zur Proklamation des Johann von Avis zum König von Portugal bei. Er nahm Einfluss auf den Aufstand der Handwerkerzünfte nach der Ermordung des Grafen Andeiro, dem Liebhaber der Regentin Leonore Teles de Menezes. Möglicherweise geht der Tod des Grafen auf seine Verschwörung zurück.
Sein Stiefsohn, der Rechtsgelehrte João das Regras, war während der Vakanz 1383–1385 der Verteidiger der Rechte des Johann von Avis auf den portugiesischen Thron.